# Carcharhinus dussumieri
A Carcharhinus dussumieri a porcos halak (Chondrichthyes) osztályának kékcápaalakúak (Carcharhiniformes) rendjébe, ezen belül a kékcápafélék (Carcharhinidae) családjába tartozó faj.

## Neve
Ez a szirticápa a fajnevét Jean-Jacques Dussumier (1792-1883) francia utazóról kapta. Dussumier 1816 és 1840 között számos állatot gyűjtött be az Indiai-óceán térségéből.

## Előfordulása
A Carcharhinus dussumieri előfordulási területe a Indiai-óceánban van. A Perzsa-öböltől egészen Indiáig lelhető fel. Az egész elterjedési területe még nem ismert.

## Megjelenése
Ennél a cápafajnál a hím legfeljebb 96 centiméter, míg a nőstény 100,7 centiméter hosszú. Körülbelül 70-75 centiméteresen már felnőttnek számít. 113-129 csigolyája van. Ennek a kisméretű cápának a pofája eléggé hosszú; az orra majdnem kihegyesedik. Szájában 52-59 fog ül. Az első hátúszó eléggé alacsony és nem sarló alakú. A második hátúszó az elsőnél jóval kisebb és szélesen háromszög alakú. Háti része világosbarna, hasi része fehéres. A második hátúszó felső harmadánál egy fekete folt látható. A farok alatti úszók kissé sarló alakúak.

## Életmódja
Trópusi cápafaj, amely a korallzátonyok közelében él. 100 méternél mélyebbre nemigen úszik le. Habár az élőhelyén eléggé közönségesnek számít, eddig csak keveset tanulmányozták. A kontinentális selfek és a szigetek vizeinek lakója. Tápláléka főleg halak, de ezek mellett fejlábúakat és rákokat is fogyaszt.

## Szaporodása
A Carcharhinus dussumieri elevenszülő. A nőstény testében fejlődő peték szikzacskója kiürül mire az embriók egy adott méretet érnek el, ezután pedig a szikzacskó méhlepényszerűen az anya szöveteihez kapcsolódik. Egy alomban körülbelül 2-4 kölyökcápa is lehet. Születésekkor a kis cápa 37-38 centiméter hosszú. Belső megtermékenyítéssel szaporodik, párosodáskor a felnőttek egymáshoz simulnak. Az eddigi megfigyelések szerint, ennek a fajnak nincs meghatározott szaporodási időszaka.

## Felhasználása
Ezt a szirticápát ipari mértékben halásszák. Mellékfogásként is gyakran bekerül a hálókba. Emberi fogyasztásra alkalmas. Az úszóit az cápauszonyleveshez használják fel.